# Polyandrocarpa triggiensis
Polyandrocarpa triggiensis är en sjöpungsart som beskrevs av Kott 1952. Polyandrocarpa triggiensis ingår i släktet Polyandrocarpa och familjen Styelidae. Inga underarter finns listade i Catalogue of Life.